# Matachia similis
Matachia similis là một loài nhện trong họ Desidae.
Loài này thuộc chi Matachia. Matachia similis được miêu tả năm 1970 bởi Raymond Robert Forster.